# Ohorn
Ohorn ist eine Gemeinde in Sachsen und Teil der Verwaltungsgemeinschaft Pulsnitz.

## Geographie und Verkehr
Die Gemeinde befindet sich etwa zwei Kilometer südöstlich von Pulsnitz und 30 Kilometer nordöstlich der Landeshauptstadt Dresden. Die Bundesautobahn 4 verläuft durch das Gemeindegebiet und ist über den Anschluss Ohorn zu erreichen. Ohorn liegt an den Ausläufern des Westlausitzer Berglandes, im Tal der Pulsnitz, die auch hier, am Westhang des Tannebergs auf ca. 360 Metern Höhe, entspringt. Der Tanneberg gehört zur Hochstein-Bergkette. Der Hochstein selbst erreicht eine Höhe von 449 Metern.

### Ortsgliederung
Ohorn besteht aus den Ortsteilen:
- Fuchsbelle
- Gickelsberg
- Mitteldorf
- Oberdorf
- Röderhäuser

## Geschichte und Entwicklung
Es waren deutsche Ritter um 1110, die Bauern und Handwerker aus Thüringen, Hessen, Franken und Bayern in die Gegend des Pulsnitztales riefen. Dadurch entstand am Südwesthang des Schleißbergs eine kleine Siedlung von etwa 20 Hektar Größe. Die Pulsnitz galt als eine wichtige Lebensgrundlage. Die erste urkundliche Erwähnung des Ortes erfolgte allerdings erst im Jahre 1349 im Lehensbuch Friedrichs des Strengen als Ahorn, der heutige Ortsname bezeichnet also eine „Siedlung zu/bei dem Ahornbaum oder -gehölz“.
1537 wird das Ohorner Rittergut als Vorwerk Pulsnitzer Herrschaft erwähnt. Heute stehen vom Gut nur noch das Herrenhaus (in welchem heute ein Pflegeheim untergebracht ist) und einige zu Wohnhäusern umgebaute Rittergutsgebäude, sowie der Park im englischen Stil. Da durch Ohorn die Grenze des Bistums Meißen und des Königreichs Böhmens verlief, war der Ort den immer wiederkehrenden Kriegsereignissen und Raubzügen der Jahrhunderte ausgeliefert. Zudem verringerten häufig auftretende Seuchen die Einwohnerzahl. Allein im Jahre 1680 starb ein Fünftel der Ohorner Bevölkerung an der Pest.
1661 wurde von der Rittergutsherrschaft der Bau eines Schulhauses genehmigt. Der erste belegte Schulbau stammt aus der Zeit um 1750. Ab 1745 setzte in Ohorn ein grundlegender gesellschaftlicher Wandel ein, nachdem Michael Prescher die Bandweberei in Ohorn einführte. Nach 1800 entwickelte sich Ohorn zu einem industriell geprägten Ort, was sich auch in der Bevölkerungsentwicklung widerspiegelte. 1885 lebten hier bereits 2000 Menschen.
Bis zum Jahr 1607 bestand Ohorn aus zwei Gemeinden: Böhmisch-Ohorn (rechts der Pulsnitz) und Meißnisch-Ohorn (links der Pulsnitz). Gemäß der Landgemeindeordnung gab es ab 1838 vier Ortsteile: 
1. Ohorn, Lausitzer Seite, Rusticalanteil (bäuerlicher Grund und Boden im Ober- und Mitteldorf rechts der Pulsnitz),
2. Ohorn, Lausitzer Seite, Dominalanteil (herrschaftlicher Grund und Boden; Fuchsbelle und Gickelsberg),
3. Ohorn, Meißner Seite, Rusticalanteil (Ober- und Mitteldorf links der Pulsnitz und Röderhäuser),
4. Ohorn, Meißner Seite, Dominalanteil (Waldhäuser).

Erst 1857 erfolgte der endgültige Zusammenschluss der Einzelgemeinden zu einem Ort.
Der heute noch bestehende Turnverein wurde 1865 gegründet. Im gleichen Jahr entstand auch ein Gesangsverein, der inzwischen nicht mehr existiert. 1895 wurde die Pflichtfeuerwehr zur Freiwilligen Feuerwehr Ohorn. Die vielen neuentstandenen Hausweber benötigten bessere Maschinen, deshalb gründete sich 1873 der Betrieb C. H. Schäfer, der zur damaligen Zeit Webstühle produzierte. Heute erzeugt dieser Betrieb Industriegetriebe mit einer Masse zwischen 1 Kilogramm und 12,5 Tonnen und ist einer der größten Arbeitgeber Ohorns.
1827 und 1879 wurde jeweils ein größeres Schulhaus in Ohorn erbaut. Die erste Busverbindung schuf der Schmied Bernhard Mocke 1912, indem er den ersten Postautobus in Sachsen baute. Die Linie verband die Städte Pulsnitz und Königsbrück. 1925 entstand aus dem Obergasthof das Rathaus des Ortes. Fünf Jahre später wurde in der ehemaligen Dampfmühle des Rittergutes der Betsaal errichtet. Bereits 1939 wurde Ohorn an die von Dresden bis nach Breslau geplante Autobahn, heute die Bundesautobahn 4, angeschlossen.

## Politik

### Gemeinderat
- BSW: 2
- SPD: 1
- FLSp: 1
- WVO: 1
- FDP: 1
- CDU: 4
- AfD: 4

Seit der Gemeinderatswahl am 9. Juni 2024 verteilen sich die 14 Sitze des Gemeinderates folgendermaßen auf die einzelnen Gruppierungen:
- CDU: 4 Sitze
- AfD: 4 Sitze
- BSW: 2 Sitze
- Freie Liste Sport (FLSp): 1 Sitz
- Wählervereinigung Ohorn: 1 Sitz
- SPD: 1 Sitz
- FDP: 1 Sitz

| Liste                   | 2024   | 2024   | 2019   | 2019   | 2014   | 2014   |
| Liste                   | Sitze  | in %   | Sitze  | in %   | Sitze  | in %   |
| ----------------------- | ------ | ------ | ------ | ------ | ------ | ------ |
| CDU                     | 4      | 32,1   | 5      | 29,2   | 6      | 39,7   |
| AfD                     | 4      | 30,4   | 3      | 22,1   | –      | –      |
| BSW                     | 2      | 13,4   | –      | –      | –      | –      |
| Freie Liste Sport       | 1      | 8,5    | 2      | 15,4   | 4      | 24,0   |
| Wählervereinigung Ohorn | 1      | 7,1    | 1      | 9,0    | –      | –      |
| SPD                     | 1      | 4,4    | –      | 2,7    | –      | –      |
| FDP                     | 1      | 4,1    | 2      | 11,9   | 1      | 10,3   |
| Linke                   | –      | –      | 1      | 9,8    | 2      | 17,6   |
| Haufe                   | –      | –      | –      | –      | 1      | 8,4    |
| Wahlbeteiligung         | 71,6 % | 71,6 % | 66,5 % | 66,5 % | 48,9 % | 48,9 % |

### Bürgermeister
Am 22. September 2013 wurde Sonja Kunze (parteilos) mit 66,9 % der gültigen Stimmen zur neuen Bürgermeisterin gewählt. Sie löste damit Frank Jäger (Freie Liste Sport) ab.
| Wahl | Bürgermeister                               | Vorschlag                                   | Wahlergebnis (in %)                         |
| ---- | ------------------------------------------- | ------------------------------------------- | ------------------------------------------- |
| 2025 | Wahl am 31. August (und ggf. 21. September) | Wahl am 31. August (und ggf. 21. September) | Wahl am 31. August (und ggf. 21. September) |
| 2020 | Sonja Kunze                                 | Kunze                                       | 77,8                                        |
| 2013 | Sonja Kunze                                 | Kunze                                       | 66,9                                        |
| 2008 | Frank Jäger                                 | Freie Liste Sport                           | 72,2                                        |
| 2001 | Frank Jäger                                 | Freie Liste Sport                           | 71,2                                        |

## Sehenswertes

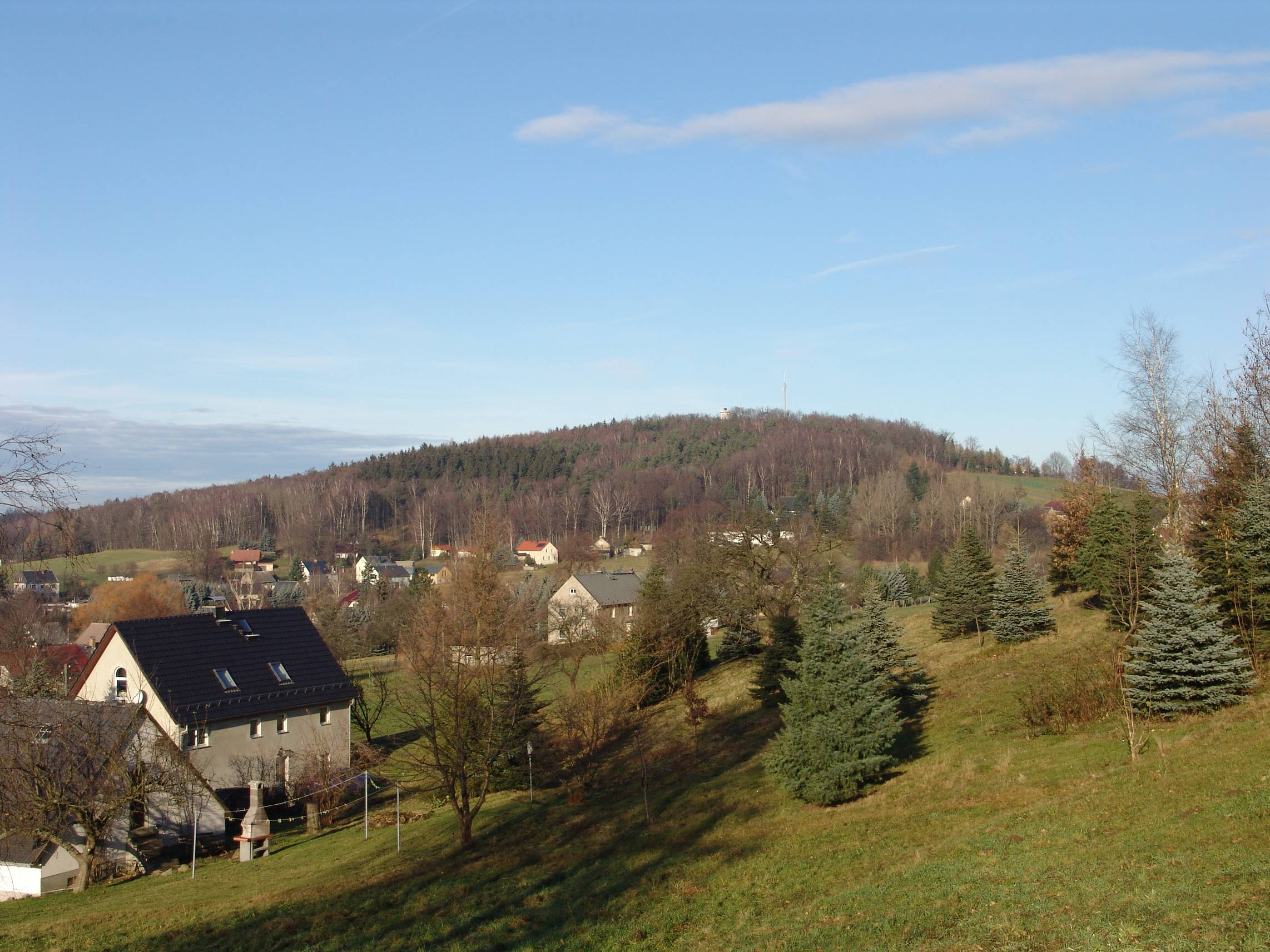
Ortsteil Gickelsberg mit Schwedenstein vom Schleißberg aus

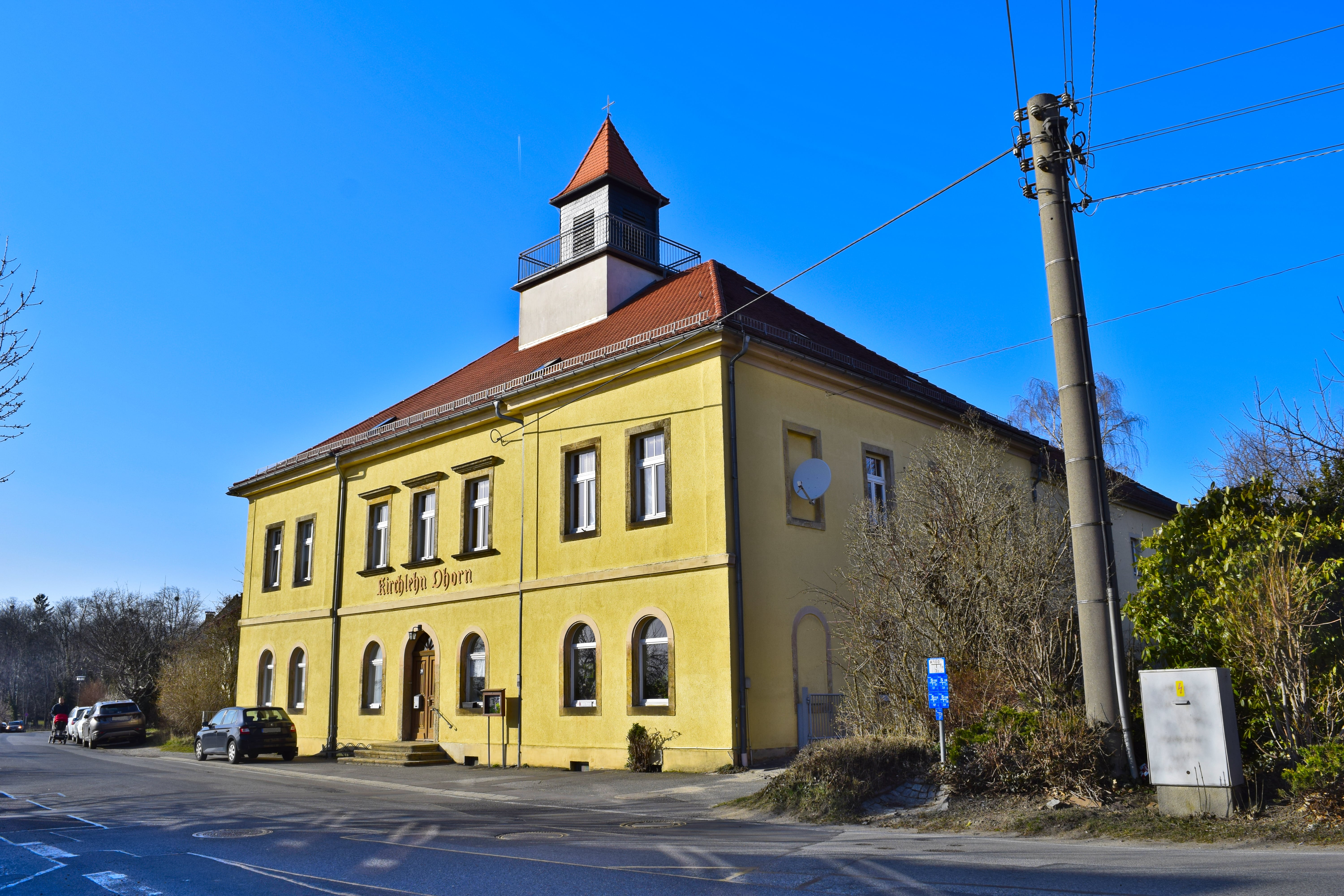
Kirchlehn

- Schleißberg mit Schleißbergbaude (geschlossen)
- Schwedenstein mit Aussichtsturm und Bergwirtschaft
- Tannebergaussicht mit Schutzhütte
- Heimatmuseum
- Kirchlehn
- Buschmühlenteich (zum Gondeln)

### Naturschutz
- Siehe auch: Liste der Naturdenkmale in Ohorn

## Wirtschaft und Infrastruktur
Ohorn war bis 2018 staatlich anerkannter Erholungsort.
Heute gibt es in Ohorn noch zwei produzierende Bauern und eine Agrargenossenschaft. Webereien existieren im Ort nur noch wenige.

### Bildung
Die Gemeinde Ohorn verfügt über eine Grundschule und einen Kindergarten.

## Söhne und Töchter der Gemeinde
- Johann Christian Kayser (1750–1813), Orgelbauer
- Jürgen Haufe (1949–1999), Grafiker und Maler